# Pro Cycling Manager
Crée en 2001, la série Pro Cycling Manager, anciennement Cycling Manager, est une série de jeux vidéo consacrée au cyclisme.
Originellement développée par le studio Cyanide en collaboration depuis fin 2018 avec l'éditeur Nacon (Bigben Interactive), auparavant avec Focus Home Interactive (jusqu'en 2018).
Le dernier jeu de la série à sortir est Pro Cycling Manager 2024 sorti en juin 2024 sur PC.

## Description
Les jeux comportent plusieurs modes de jeu. Le mode solo contient les différentes sections « Carrière », « Course simple », « Piste » et, depuis 2015,« Pro Cyclist ». Le mode multijoueur contient la section « Armada ».
- Carrière : le joueur doit tenter de gagner le plus de courses possible en contrôlant une des 80 équipes pros reparties en trois divisions :
  - Cya World Tour (UCI World Tour)
  - Continental Pro Jusqu'en 2019 (UCI ProTeam depuis 2020)
  - Continental

- Pro Cyclist : le joueur crée puis gère un seul coureur qu'il fera évoluer et gagner des courses.
- Course simple : le joueur peut participer à l'une des quelques 700 étapes disponibles réparties dans 260 courses.
- Piste : le joueur peut faire une course sur piste avec un des seize coureurs disponibles.

Les meilleurs courses sont disponibles dans Pro Cycling Manager : l'incontournable Tour de France ainsi que les deux autres grands tours : le Tour d'Italie et le Tour d'Espagne, mais aussi les classiques les plus difficiles comme Paris-Roubaix ou le Tour des Flandres sans oublier le Critérium du Dauphiné ou Paris-Nice.

## Liste des jeux
- Cycling Manager (2001)
- Cycling Manager 2 (2002)
- Cycling Manager 3 (2003)
- Cycling Manager 4 (2004)
- Pro Cycling Manager (2005)
- Pro Cycling Manager Saison 2006
- Pro Cycling Manager Saison 2007
- Pro Cycling Manager Saison 2008
- Pro Cycling Manager Saison 2009
- Pro Cycling Manager Saison 2010
- Pro Cycling Manager Saison 2011
- Pro Cycling Manager Saison 2012
- Pro Cycling Manager Saison 2013
- Pro Cycling Manager Saison 2014
- Pro Cycling Manager Saison 2015
- Pro Cycling Manager Saison 2016
- Pro Cycling Manager Saison 2017
- Pro Cycling Manager Saison 2018
- Pro Cycling Manager Saison 2019
- Pro Cycling Manager 2020
- Pro Cycling Manager 2021
- Pro Cycling Manager 2022
- Pro Cycling Manager 2023
- Pro Cycling Manager 2024